# عين البيضا (جرابلس)
عين البيضا قرية سوريّة تتبع إداريّاً لمحافظة حلب منطقة جرابلس ناحية مركز جرابلس، بلغ تعداد سكانها 1,111 نسمة حسب التعداد السكاني لعام 2004.